# MR Lookup
MR Lookup (Mathematical Reference Lookup) este baza de date a Societății americane de matematică (American Mathematical Society. Este gestionată de Universitatea din Philadelphia.  Conține peste 2 milioane de titluri de articole științifice și cărți din toate domeniile matematicii, preprinturi.
Adresa web a bazei de date:
http://www.ams.org/mrlookup Arhivat în 12 iunie 2010, la Wayback Machine.